# 洲本市立中川原小学校
洲本市立中川原小学校（すもとしりつ なかがわらしょうがっこう）は、兵庫県洲本市中川原町にある公立小学校。　

## 沿革
- 1892年(明治25年)11月3日 - 中川原尋常小学校開校。
- 1901年(明治34年)5月21日 - 中川原尋常高等小学校と改称。
- 1941年(昭和16年)4月1日 - 中川原国民学校と改称。
- 1947年(昭和22年)4月1日 - 中川原村立中川原小学校と改称。
- 1954年(昭和29年)3月31日 - 洲本市との合併に伴い、洲本市立中川原小学校と改称。

## 通学区域
- 中川原町市原、中川原町二ツ石、中川原町厚浜、中川原町中川原、中川原町安坂、中川原町三木田[1]

## 進路状況
ほとんどの児童は洲本市立洲浜中学校へ進学する。

## 通学区域が隣接している学校
- 洲本市立洲本第一小学校
- 洲本市立加茂小学校
- 洲本市立鮎原小学校
- 洲本市立安乎小学校